# Villers-Semeuse
Villers-Semeuse è un comune francese di 3 389 abitanti situato nel dipartimento delle Ardenne nella regione del Grand Est.
È qui che nacque il calciatore Roger Marche.

## Società

### Evoluzione demografica
Abitanti censiti